# خاور دور (فیلم)
خاور دور (انگلیسی: Far East) فیلمی به کارگردانی جان داگان است که در سال ۱۹۸۲ منتشر شد. از بازیگران آن می‌توان به برایان بران و بیل هانتر اشاره کرد.